# トーマス・クーパー・ゴッチ
トーマス・クーパー・ゴッチ（Thomas Cooper Gotch、1854年12月10日 - 1931年5月1日）はイギリスの画家である。後期印象派、ラファエル前派に属する画家で、19世紀末にコーンウォールの漁村ニューリンに集まった画家たち、ニューリン派の代表的画家である。

## 略歴
ノーサンプトンシャーのケタリングに生まれた。裕福な企業家の家の出身で、兄に建築家となるジョン・アルフレッド・ゴッチ（John Alfred Gotch、1852-1942）がいる。地元の学校を出て父親の仕事を手伝った後、1876年から美術の勉強を始めた。ロンドンのトマス・ヘザリーの美術学校（Heatherley School of Fine Art）で学んだ後、オランダのアントウェルペン王立芸術学院で学び、1878年からロンドンのスレード美術学校で学んだ。スレード美術学校では、アルフォンス・ルグロに学び、生涯を通じて友人となるヘンリー・スコット・テュークと知り合った。また、同じ学生のキャロライン・イェーツ（Caroline Burland Yates:1854-1945）と出会い、1881年に結婚した。結婚後、夫婦でパリに渡り、アカデミー・ジュリアンでジャン＝ポール・ローランスに学んだ
。パリで娘が生まれた後、オーストラリアに渡り、メルボルンで美術を教えた。イギリスに戻った後、1885年にロイヤル・アカデミー・オブ・アーツの保守性に反して設立された団体、ニュー・イングリッシュ・アート・クラブ（New English Art Club）の設立メンバーとなった。設立メンバーには、ジョン・シンガー・サージェント、スタンホープ・フォーブスらがいた。
1887年に、ウォルター・ラングレーやサミュエル・ジョン・バーチが作り始めたニューリンの芸術家村に移り、友人のヘンリー・スコット・テュークやフォーブスもニューリンで活動を始めた。ゴッチは、ニューリンの画家たちの作品を保有、展示するニューリン・アート・ギャラリーや、地元の若者に工芸技術を教える、ニューリン工芸教室（Newlyn Industrial Classes）の設立を助けた。
1887年に、オーストラリアの芸術家も会員とする、Royal Anglo Australian Society of Artists（後に、Royal British Colonial Society of Artistsとなるが1930年代に消滅した）を設立し、1913年から1928年まで会長を務めた。
1891年から1892年の春まで、妻とフィレンツェに滞在し、ルネサンス芸術の影響を受けて、独特な象徴的な人物画を描くようになった。

## 作品

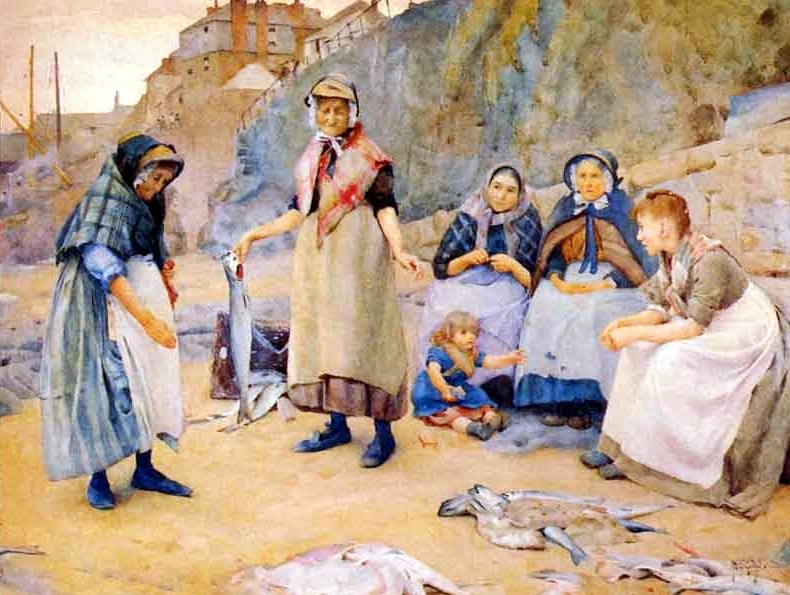
Sharing Fish, 1891
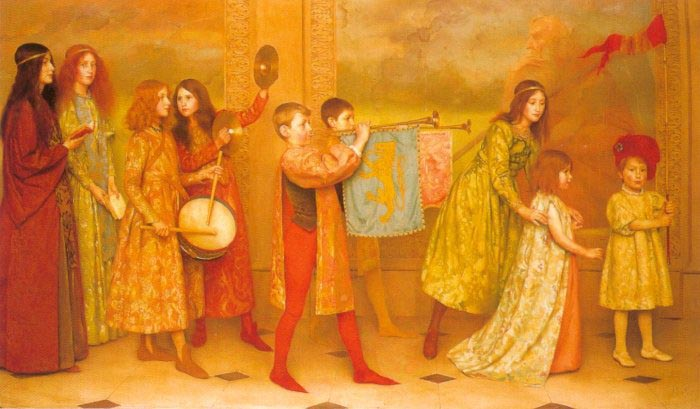
The Pageant of Childhood, 1895
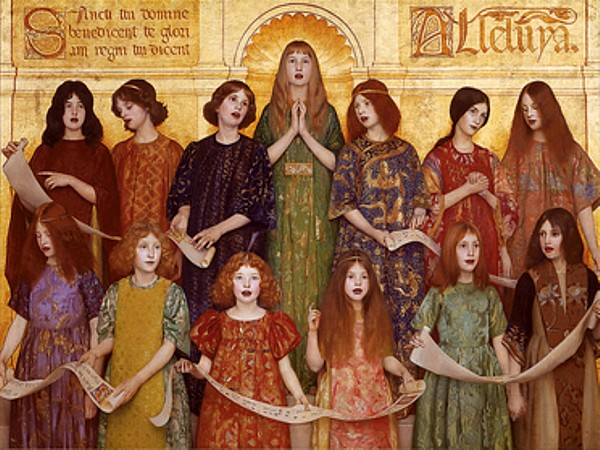
Alleluia, 1896
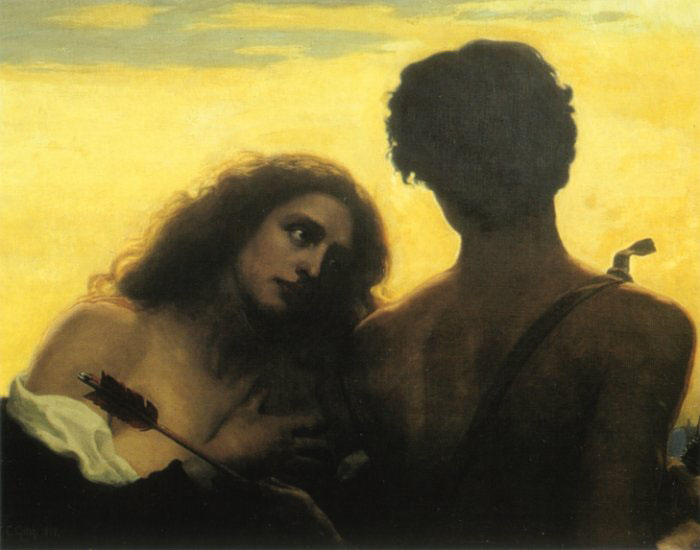
Monsigneur Love
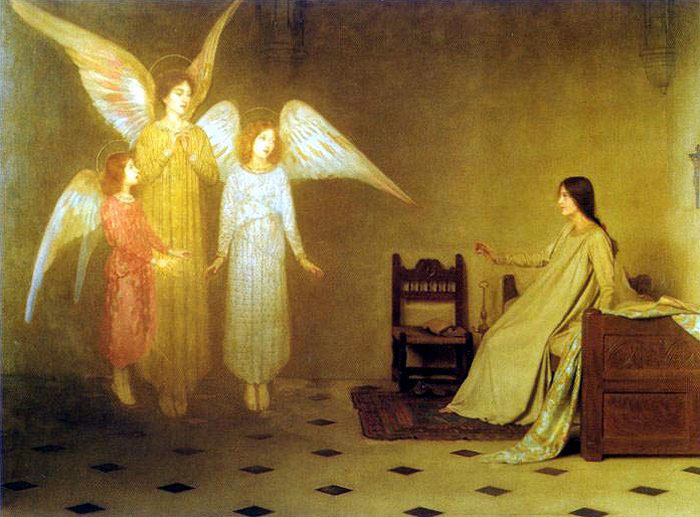
The Awakening
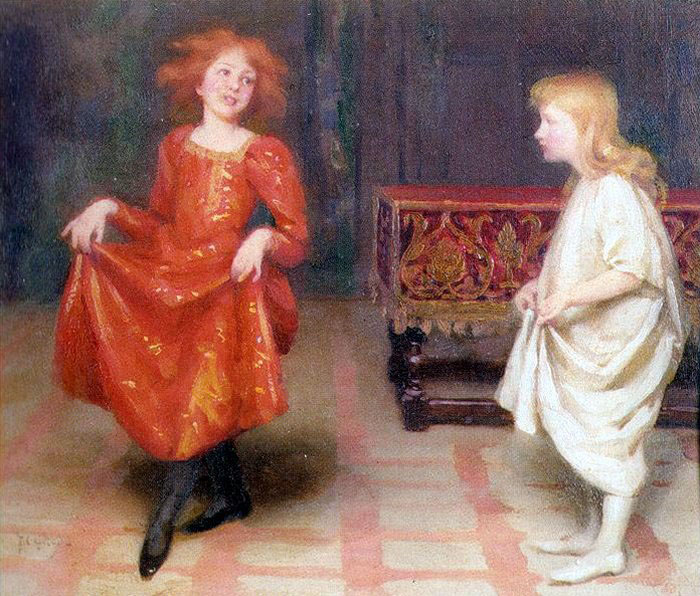
The Dancing Lesson
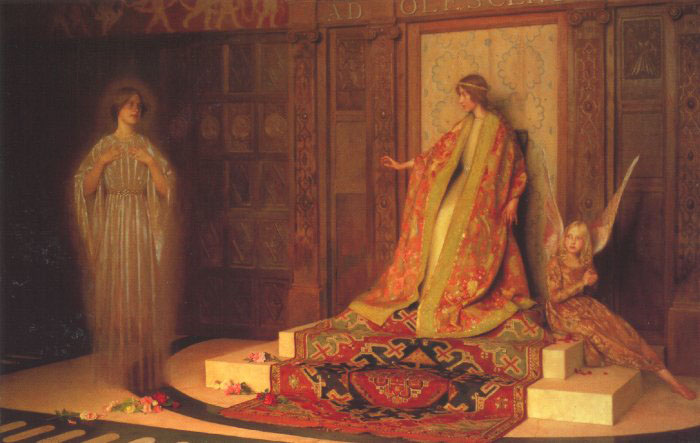
The Dawn of Womanhood
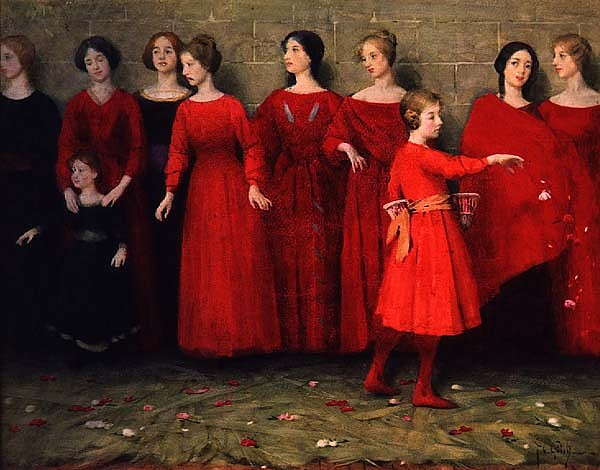
They Come

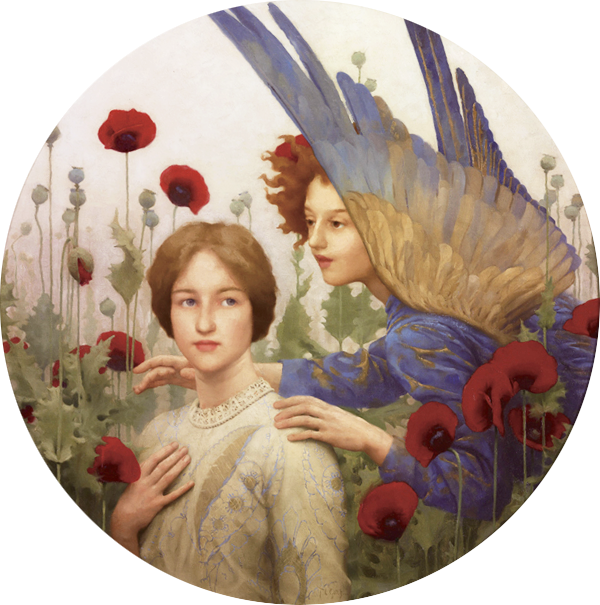
The Message, 1903
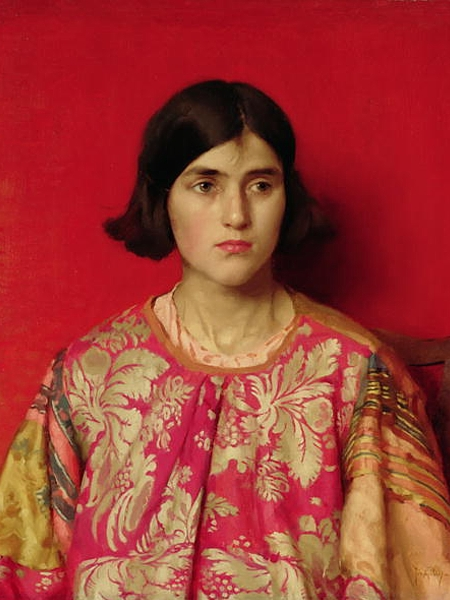
The Exile, 1930
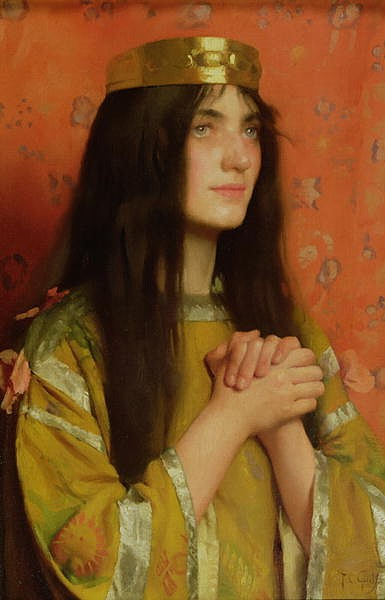
La Reine Clothilde
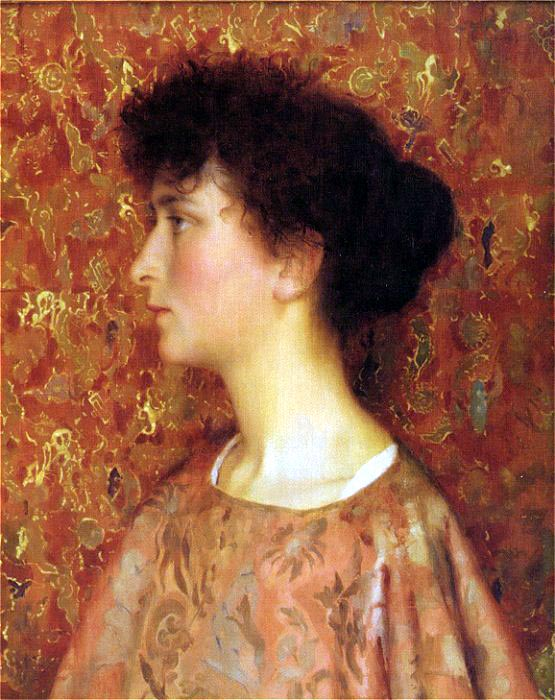
Study of a Young Woman